# Sindromul Kleefstra
Sindromul Kleefstra este un sindrom rar și relativ nou ce a fost descoperit de către Dr. Tjitske Kleefstra în anul 2006. Oficial au fost raportate aproximativ 500 de cazuri, dar este posibil ca sindromul să fie subdiagnosticat.
Ca și aspecte fenotipice, persoanele afectate de acest sindrom prezintă dizabilitate intelectuală (limbaj limitat sau chiar absent, tulburare de spectru autist), hipotonie, microcefalie, dismorfisme faciale (hipoplazie facială, sinofris, hipertelorism, nări antevertate, macroglosie, macrognație) și alte tipuri de malformații (cardiace, respiratorii, genitourinare, digestive, ale membrelor). Fenotipul poate fi ușor confundat cu sindromul Down, deoarece prezintă anomalii asemănătoare.
Majoritatea cazurilor apar de novo, dar acest sindrom se poate transmite și autozomal dominant de la o mamă ce prezintă anomalie genetică sub formă de mozaic. În 75% din cazuri apare în urma unei microdeleții la nivelul cromozomului 9q34.3, iar 25% în urma unei mutații localizată la nivelul genei EHMT1 sau în urma pierderii acesteia.
Intervențiile terapeutice includ diverse tehnici de stimulare psihomotorie și terapia manifestărilor asociate: malformații, epilepsie, tulburări gastrointestinale.
În această lucrare prezentăm cazul unei paciente în vârstă de 6 ani evaluată în Clinica de Neurologie Pediatrică din cadrul Spitalului „Alexandru Obregia”, București , pentru tulburare globală de dezvoltare și crize epileptice. Evaluarea clinică și paraclinică a evidențiat dismorfism facial, sindrom plurimalformativ (cerebral, cardiac, renal). Investigația genetică ArrayCGH a identificat o deleție la nivelul cromozomului 9q34.3 .
Sindromul Kleefstra este o cauză rară de dizabilitate intelectuală care asociază un fenotip complex cu importante implicații terapeutice.

## Istoric
În anul 2006, Kleefstra et al. au constatat o translocație echilibrată (implică 2 cromozomi neomologi care suferă câte o ruptură pe unul dintre brațe, iar segmentele cromozomiale se schimbă între ele) în cromozomul 9 la nivelul genei EHMT1, au descoperit 2 mutații heterozigote de novo, o mutație non-sense și o mutație frameshift în gena EHMT1 și au observat că pacienții cu mutații au fost la fel de sever afectați ca cei cu deleții. Tot în acest an a fost denumit „sindrom de microdeleție 9q34.3”. În anul 2009, Kleefstra et al. au raportat 16 pacienți cu deleții 9q și 6 pacienți cu mutații ale genei EHMT1, au descoperit 6 mutații la nivelul genei EHMT1 (2 non-sense, o deleție, 2 ale site-ului și una mis-sense), iar Yatsenko et al. au analizat rearanjamentele cromozomiale la 28 de pacienți cu deleții pe 9q34.3. În anul 2010, a primit numele de Sindrom Kleefstra, după medicul genetician care l-a descoperit, Dr. Tjitske Kleefstra. În anul 2011, Verhoeven et al. au studiat 3 femei cu sindrom Kleefstra în al căror fenotip au găsit simptome asemănătoare, iar Willemsen et al. au demonstrat practic că acest sindrom se poate transmite ereditar de la o mamă ce prezintă simptome ale acestui sindrom, dar de o intensitate redusă. În anul 2012, Kleefstra et al. au identificat mutații de novo în 4 gene (MBD5, MLL3, SMARCB1, NR1I3).

## Incidență
Raporturile oficiale referitoare la sindromul Kleefstra arată că sunt aproximativ 500 de cazuri diagnosticate în acest moment la nivel mondial, totuși numărul poate fi mult mai mare dacă luăm în considerare posibilitatea ca unii dintre pacienți să nu se fi prezentat încă la medic. S-a făcut o analiză asupra a 179 de cazuri din toată lumea, țările cu cea mai mare incidență fiind Statele Unite ale Americii (77), Marea Britanie (49), Australia (12), Brazilia (9), Canada (9), acestea fiind țări cu un nivel medical ridicat ceea ce ne face să ne gândim că pot fi mai multe cazuri în țările slab dezvoltate deoarece probabilitatea ca sindromul să fie depistat este mult mai mică. Studiile au demonstrat că cel mai adesea sindromul s-a depistat la vârsta de 0-2 ani (49%), mai rar la vârsta cuprinsă între 3-18 ani (43%) și foarte rar la cei peste 18 ani (7%).

## Metode de diagnosticare
Metodele prin care putem depista acest sindrom sunt: 
- ArrayCGH =  se obțin profile genomice ce ilustrează numărul de copii ADN și modificările sale cu rezoluție mare putând depista deleția;
- FISH / hibridizarea in situ = tehnica prin care se poate vizualiza localizarea cromozomială a unei secvențe specifice de ADN sau ARN și prin care se poate depista atât microdeleția, cât și translocația;
- MLPA / amplificarea sonică dependentă de ligatura multiplexă = tehnica prin care se amplifică țintele multiple cu o singură pereche de primeri;
- Secvențierea genică = tehnica prin care se poate descifra secvența de nucleotide care intră în structura unei gene, putând identifica deleția.

## Fenotipul sindromului Kleefstra
Prezintă dizabilități intelectuale caracterizate prin retard psihic, agresivitate, limbaj limitat sau chiar absent (29% nu pot vorbi fără metode stimulative de comunicare, 16% pot vorbi în propoziții, majoritatea începând să vorbească de la vârsta de 11 ani, rare fiind cazurile când aceștia încep de la vârsta de 5 ani), în unele situații putând duce la tulburare de spectru autist (40%). 
La nivel cranio-facial, aceștia prezintă următoarele dismorfisme:
- Microcefalie (26%);
- Brahicefalie;
- Hipoplazie medio-facială;
- Sinofris (semnul  ”V” pe frunte);
- Hipertelorism;
- Urechi malformate;
- Narine anteverse;
- Buze răsucite către exterior;
- Macroglosie;
- Protruzia limbii;
- Macrognație.

Pot prezenta malformații congenitale la nivelul membrelor (un singur pliu palmar, degete scurte și flectate, poziție neobișnuită a picioarelor), cardiace 36% (coarctație de aortă, bicuspidie aortică, defect septal interventricular), respiratorii 20%, renale 6%, genitourinare 11% (duplicație pieloureterală), atrezie anală. 
Pot prezenta și alte aspecte fenotipice caracteristice:
- Greutate mare la naștere (făt macrosom);
- Obezitate la pubertate;
- Epilepsie (23%);
- Psihoză (7%);
- Apatie extremă / catatonie (8%);
- Strabism;
- Hipermetropie;
- Hipotonie (7%);
- Scolioză (3%);
- Apnee în somn (17%);
- Constipație (60%);
- Reflux gastroesofagian (38%).

Poate fi ușor confundat cu Sindromul Down acestea având malformații și simptome asemănătoare.

## Genotipul sindromului Kleefstra
Apare, de obicei, de novo, dar se poate transmite și autozomal dominant de la o mamă ce prezintă această anomalie sub formă de mozaic. În 75% din cazuri apare în urma unei microdeleții pe cromozomul 9, în regiunea q34.3. În 25% din cazuri apare în urma unei mutații localizată la nivelul genei EHMT1 (euchromatin histone metiltransferaze 1) sau prin pierderea acesteia.

## Evaluare paraclinică
Se efectuează:
- Control oftalmologic în cazul hipermetropiei sau strabismului;
- Consult psihiatric în cazul problemelor de comportament;
- Ecografie abdominală pentru manifestările asociate de la nivel abdominal;
- RMN, CT, EEG pentru problemele neurologice;
- ECG pentru defectele cardiace;
- EMG pentru problemele musculare (hipotonie).

## Terapie și tratament
Intervențiile terapeutice includ tehnici de stimulare precum:
- Logopedia utilizată pentru dezvoltarea limbajului și facilitarea comunicării, iar atunci când aceasta nu este utilă se folosește PECS (pictures exchange communication system);
- Fizioterapia necesară în cazul hipotoniei deoarece aceștia obosesc foarte repede și nu pot susține un efort fizic intens;
- Stimulare cognitivă.

Unele probleme pot fi ținute sub control prin medicamentație, cum ar fi : 
- Benzodiazepine pentru epilepsie;
- Melatonină pentru insomnie;
- Estrogen / testosteron pentru problemele comportamentale apărute în timpul pubertății;
- Eritromicină pentru problemele digestive (dificultăți în alimentare, reflux gastroesofagian, constipație).

## Caz clinic
Pacientă în vârstă de 6 ani evaluată în Clinica de Neurologie Pediatrică din cadrul Spitalului „Alexandru Obregia” pentru tulburare globală de dezvoltare și crize epileptice. Evaluarea clinică și paraclinică a evidențiat:
1. APF: 
  - Sarcină normal;
  - În luna a 5-a mama a acuzat dureri lombare pentru care a primit tratament antispastic timp de 2 zile;
  - Naștere la 38 săptămâni;
  - Greutate 3200g;
  - Lungime 49 cm;
  - A stat 2 săptămâni în maternitate datorită unei infecții.
2. DPM: 
  - A ținut capul la 7 luni;
  - A stat în șezut la 1 an și 6 luni;
  - A lalalizat la 1 an.
3. APP: 
  - Coarctație de aortă la 1 lună și 1 săptămână;
  - 4 crize de epilepsie de la 2 luni, apoi o criză în urmă cu 3 ani, apoi fără crize;
  - De 1 an fără tratament;
  - Frecvente infecții respiratorii, severe, cu febră mare.
4. Examenul dismorfologic:
  - Parametrii creșterii: înălțime = 100 cm, greutate = 19kg, lățime = 48 cm;
  - Statură proporționată;
  - Constituție hipotrofică;
  - Dismorfisme faciale: hemangiom plan medio-frontal, occiput aplatizat, la nivelul urechii stângi prezintă o fosetă preauriculară, la nivelul ochilor prezintă exoftalmie, fante palpebrale ușor oblice în sus, strabism, la nivelul nasului baza este lățită, iar filtrul ușor șters, la nivelul gurii prezintă protruzia limbii și boltă palatină ogivală, micrognație;
  - Membrele sunt normale;
  - La nivelul toracelui prezintă stern înfundat;
  - La nivelul inimii: coarctație de aortă operată, defect septal interventricular perimembranos restrictiv, bicuspidie aortică;
  - Abdomen destins de volum;
  - Spatele este normal;
  - La nivelul sistemului nervos prezintă: retard psihic și de limbaj, hipotonie musculară, convulsii hemicorporale pe partea stângă;
  - Referitor la comunicare: silabe, nu execută comenzi, 10-20 cuvinte spontan, dar repetă orice cuvânt aude;
  - Cu privire la comportament: sociabilă, se joacă cu jucării, nu mestecă mâncarea, se leagănă înainte de adormire, arată părțile corpului, animale, nu știe culori, gest grafic – mâzgălește, are control sfincterian;
  - În urma unui RMN cerebral s-a constatat agenezie de corp calos;
  - În urma unei ecografii abdominale s-a constatat o duplicație pielo-ureterală stângă.

## Concluzie
În urma acestui studiu nu putem afirma că sindromul Kleefstra are un tablou clinic identic la 2 sau mai mulți pacienți, ci acesta diferă de la pacient la pacient în funcție de activitățile cotidiene, de patologiile secundare asociate, de terapiile cognitive pe care pacienții le urmează și de genetica individuală.